# Біжівка
Бі́жівка — село в Україні, у Конотопському районі Сумської області. Населення становить 514 осіб. До 2020 орган місцевого самоврядування — Біжівська сільська рада.

## Географія
Село Біжівка розташоване на березі річки Біж, вище за течією на відстані 3 км розташовані села Молодівка та Пасьовини, нижче за течією на відстані 3 км розташоване село Голуби. На річці декілька загат. Поруч пролягає автомобільний шлях Т 2504.

## Історія
- Село виникло у другій половині XVII ст.
- Село постраждало внаслідок геноциду українського народу, проведеного урядом СССР 1932—1933 та 1946–1947 роках, кількість встановлених жертв — 29 людей[1].
- 12 червня 2020 року, відповідно до розпорядження Кабінету Міністрів України № 723-р «Про визначення адміністративних центрів та затвердження територій територіальних громад Сумської області», село увійшло до складу Буринської міської громади[2].
- 19 липня 2020 року, в результаті адміністративно-територіальної реформи та ліквідації Буринського району, увійшло до складу новоутвореного Конотопського району[3].
- Квітень 2021 року, проведено газифікацію.

## Населення

### Мова
Розподіл населення за рідною мовою за даними :
| Мова            | Кількість | Відсоток |
| --------------- | --------- | -------- |
| українська      | 504       | 98.05%   |
| російська       | 7         | 1.36%    |
| білоруська      | 1         | 0.20%    |
| інші/не вказали | 2         | 0.39%    |
| Усього          | 514       | 100%     |

## Соціальна сфера
- Дитячий садок.
- Школа I—II ст.

## Відомі люди
- Шаповалов Іван Євдокимович — білоруський радянський прозаїк, поет. Писав російською мовою.